# Barnets bad
Barnets bad (engelsk: The Child's Bath) er et maleri fra 1893 af den amerikanske kunstmaler og grafiker Mary Cassatt.

## Beskrivelse
Cassatt hentede ofte sine motiver fra kvinders sociale og private liv og afbildede især scenerier, der skildrer de tætte bånd mellem mødre og deres børn, og maleriet er således et blandt mange værker, som hun malede med temaet mor og barn. Cassatt havde fra omkring 1890 en lidenskab for japansk kunst, særligt stilen ukiyo-e og en af mestrene inden for stilen, Utamaro. Denne interesse kom tydeligt til udtryk i Cassatts værker fra 1890'erne, og den japanske inspiration ses i dette værk i f.eks. de mange mønstre (striberne i kjolen, tapetet, gulvtæppet, den malede kommode), vandkandens orientalske udseende og også i figurernes træk, især barnets. Også i valget af motivet med mor og barn i en intim situation har Cassatt givet vis været inspireret af Utamaro, der var kendt for sine billeder af kvinder i deres daglige sysler. 
Billedet illustrerer endvidere et andet karakteristisk træk ved Cassatts værker, nemlig den stejle vinkel i perspektivet, så tilskueren ser ovenfra og ned på motivet.

## Historie
Efter færdiggørelsen af Barnet bades blev det 25. november 1893 solgt til den franske kunsthandler Paul Durand-Ruel og udstillet på hans galleri i Paris, hvor Cassatt boede på det tidspunkt. Fra galleriet blev det solgt til den amerikanske kunstsamler Harry Whittemore 17. januar 1894. Whittemore solgte maleriet til Durand-Ruels New York-galleri 4. februar 1899, og herfra købte Art Institute of Chicago det i 1910.
Det er siden blevet et af de mest populære værker på museet.